# Xã Parks, Quận Scott, Arkansas
Xã Parks (tiếng Anh: Parks Township) là một xã thuộc quận Scott, tiểu bang Arkansas, Hoa Kỳ. Năm 2010, dân số của xã này là 184 người.